# Турчанінов Петро Іванович
Петро́ Турчані́нов  (* 1 грудня 1779, Петербург — †1856) — російський церковний композитор.

## Життєпис
Турчанінов народився у Петербурзі, з 1787 жив у Києві і Харкові, 1794—1801 вихованець і учень А. Веделя. З серпня 1801 диригент церковного хору в Севську (з 1803 свящ.), 1809 у Петербурзі диригент хорів при різних церквах, 1827 — 41 учитель співу у придворній капелі. Під впливом Веделя і укр. музики Турчанінов гармонізував давні церк. мелодії, гол. ірмолойні співи, впроваджуючи старі київ. напіви.
Турчанінов автор церк. творів (повна зб. 5 тт. за ред. А. Кастальського, М. 1905 — 06). Його автобіографіія («Протоиерей Петръ Ивановичъ Турчаниновъ», П. 1863) цінне джерело для біографії А. Веделя.